# Jan Śniadecki
Jan Śniadecki, né le 19 août 1756 à Żnin et mort le 9 novembre 1830 à Jašiūnai, près de Vilnius, est un mathématicien, philosophe et astronome polonais, encyclopédiste et représentant des Lumières polonaises.

## Biographie
Jan Śniadecki étudia à l'université Jagellonne de Cracovie et à Paris. Il fut professeur d’astronomie et de mathématiques supérieures à l’université de Cracovie, participa à la réforme de l’enseignement en Pologne en tant que membre de la Commission de l'éducation nationale (Komisja Edukacji Narodowej), puis recteur de l'université de Vilnius.
Śniadecki a publié beaucoup de travaux, dont ses observations sur les astéroïdes récemment découverts. Son ouvrage O rachunku losów (Du calcul du hasard, 1817) fut un travail novateur sur les probabilités.
Il était hostile à la métaphysique et n'admettait en science qu'une attitude empirique. Il appréhendait la philosophie sous un aspect psychologique, en tant que recherche sur la raison.
Il était le frère du naturaliste Jędrzej Śniadecki.

## Ouvrages
- Rachunku algebraicznego teoria (1783)
- Geografia, czyli opisanie matematyczne i fizyczne ziemi (1804)
- O Koperniku ( Sur Nicolas Copernic, biographie, 1802)
- O rachunku losów (Du calcul du hasard, 1817)
- Trygonometria kulista analitycznie wyłożona (1817)
- O pismach klasycznych i romantycznych, Dziennik Wileński (1819)
- Filozofia umysłu ludzkiego (Philosophie de l’esprit humain, 1821)